# Кардуччи, Франческо
Франческо Кардуччи (1465—1530) — флорентийский государственный деятель, гонфалоньер справедливости Флорентийской республики с 1 мая по 31 декабря 1529 года.
Весной 1527 года власть Медичи во Флоренции была свергнута в второй раз. Несмотря на то, что работа республиканских институтов была восстановлена, Приорат, выражавшая интересы богатейших семей Флоренции (многие из которых вернулись из изгнания), не спешил проводить реформы в интересах простого народа. Ощущая растущее недовольство низов, приоры попытались найти поддержку папы и императора.
1 мая 1529 года под давлением народных масс гонфалоньером справедливости был избран сторонник пополанов Франческо Кардуччи. Его правительство проводило политику в интересах средних флорентийских слоёв и способствовало избранию на государственные должности мелких ремесленников и торговцев. К моменту возвращения Медичи к власти в 1530 году Кардуччи уже не занимал должность гонфалоньера справедливости. Однако он был незамедлительно обезглавлен по приказу Алессандро Медичи вместе со своим братом Бальдессаре.